# Villasimius
Villasimius är en ort och kommun i provinsen Sydsardinien i regionen Sardinien i sydvästra Italien. Kommunen hade 3 721 invånare (2017).